# Quincy Breell
Quincy Breell (Aruba, 19. travnja 1992.) je arubanski atletičar i skakač u dalj. Kao jedini predstavnik Arube na Svjetskom prvenstvu u atletici 2015. u Pekingu, natjecao se u muškom skoku u dalj.

## Karijera

### Svjetsko prvenstvo u atletici 2015.
| Atletičar     | Disciplina  | Kvalifikacije | Kvalifikacije | Završnica     | Završnica |
| Atletičar     | Disciplina  | Daljina skoka | Plasman       | Daljina skoka | Plasman   |
| ------------- | ----------- | ------------- | ------------- | ------------- | --------- |
| Quincy Breell | skok u dalj | NM            | =29.          | DNA           | DNA       |

## Unutarnje poveznice
- Aruba na Svjetskom prvenstvu u atletici 2015.